# Józef Mikś
Józef Mikś (ur. 6 lutego 1911, zm. 8 marca 1999) – polski folklorysta, etnograf, nauczyciel, znawca kultury ludowej Żywiecczyzny.

## Życiorys
Edukację podstawową i gimnazjalną odbył w Żywcu. Następnie rozpoczął seminarium nauczycielskie w Białej, gdzie w 1932 zdał maturę. W 1932 odbył służbę wojskową w 4 Pułku Strzelców Podhalańskich. W 1933 zaczął pracę jako nauczyciel, najpierw w miejscowości Krzeszów koło Suchej, a następnie w Brzeszczach. W 1938 przeniósł się do szkoły w Wieprzu. Podczas wojny służył w kompanii ochrony sztabu Armii Kraków As 111. Został ranny i dostał się do niemieckiej niewoli. Następnie do końca wojny przebywał w obozie jenieckim w Murnau.
Po wyzwoleniu, we wrześniu 1945 powrócił do Polski. W latach 1936–1947 współpracował z rozgłośnią Polskiego Radia we Wrocławiu oraz z teatrem Jana Dormana w Sosnowcu. W 1948 zdał egzamin upoważniający do nauczania w szkołach średnich, i w latach 1949–1954 uczył w szkole ogólnokształcącej w Żywcu. W 1954 został zwolniony z powodów ideologicznych i przeniesiony do pracy w świetlicy Technikum Mechanicznego w Sporyszu. Po „odwilży” w 1956 przyjęty został do pracy w Liceum Pedagogicznym, gdzie pracował do emerytury w 1970.
W 1949 za namową Mariana Sobieskiego zaangażował się w badania etnograficzne prowadzone na Żywiecczyźnie pod egidą Państwowego Instytutu Sztuki . Zajmował się m.in. zbieraniem informacji nt. muzyki ludowej, czego owocem były późniejsze publikacje. Z jego inicjatywy w 1954 założona została Komisja Regionalna Badań i Opieki nad Folklorem . Również jego staraniem reaktywowano w 1958 Towarzystwo Miłośników Ziemi Żywieckiej, któremu w latach 1967-1970 prezesował . Znalazł się w komitecie redakcyjnym pierwszego numeru czasopisma "Karta Groni" . W 1983 został pierwszym w historii honorowym członkiem Towarzystwa Miłośników Ziemi Żywieckiej.
Był organizatorem i animatorem kultury na Żywiecczyźnie; brał udział w jubileuszu 700-lecia Żywca, współorganizował Zjazd Synów Ziemi Żywieckiej i pierwszą edycję festiwalu Żywieckie Gody. Opublikował kilkadziesiąt artykułów na temat żywieckiego folkloru.

## Wybrane publikacje
- W zielonej roztoce (1962)[9]
- Pieśni ludowe Ziemi Żywieckiej (1967)[9] [12][11]
- Muzyka Beskidu Żywieckiego[11][13]
- Mówił mi dzisiaj wiatr – tomik poezji z okresu obozu w Murnau i późniejszej (1999), wyd. TMZŻ[potrzebny przypis]

## Odznaczenia i nagrody
- Krzyż Kawalerski Orderu Odrodzenia Polski[11]
- Nagroda Ministra Kultury i Sztuki[11]
- Nagroda im. Karola Miarki[11]